# NGC 2672
NGC 2672 هو اصطدام مجري، يقع في كوكبة السرطان. اكتشف في 14 مارس 1784 . وقد اكتشفه ويليام هيرشل .

## روابط خارجية
- NGC 2672 على موقع ويكي سكاي: DSS2, SDSS, GALEX, IRAS, Hydrogen α, X-Ray, Astrophoto, Sky Map, Articles and images